# Lomé

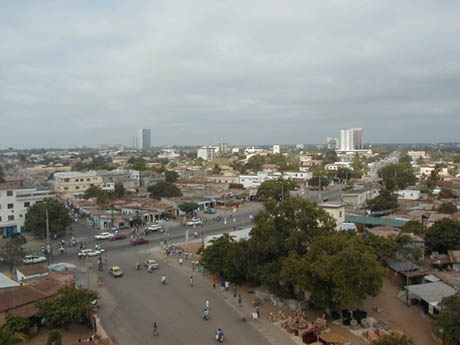
Ansicht von Lomé

Lomé oder deutsch Lome ist die Hauptstadt von Togo und sowohl kulturelles als auch Wirtschafts- und Handelszentrum des afrikanischen Staates. Zudem ist die Stadt auch Hauptstadt der Region Maritime.

## Etymologie
Der Name kommt von der Bezeichnung Alotimé in der Sprache Ewe, was „unter den Alo-Bäumen“ bedeutet und einen Wald an der Stelle der Gründung bezeichnet.

## Geographie
Die Stadt liegt am Golf von Guinea an der 52 km langen Küste von Togo (siehe Karte). Der Standort am Atlantischen Ozean ist bedeutend für die Wirtschaft Togos sowie seiner Nachbarländer und westlicher Länder.

## Bevölkerung
Von 1950 bis 2017 stieg die Einwohnerzahl von 33.000 auf 1,7 Millionen an. Für das Jahr 2050 werden fünf Millionen Einwohner prognostiziert.
Bevölkerungsentwicklung der Agglomeration laut UN
| Jahr | Einwohnerzahl |
| ---- | ------------- |
| 1950 | 33.000        |
| 1960 | 95.000        |
| 1970 | 192.000       |
| 1980 | 344.000       |
| 1990 | 619.000       |
| 2000 | 1.023.000     |
| 2010 | 1.466.000     |
| 2017 | 1.708.000     |

## Stadtviertel Lomés (Aufzählung nicht vollständig)
| - Ablogamé - Bè - Bè-Kpota - Akodésséwa - Togo 2000 - Segbe - Agbalépédogan - Agoe - Adawlato - Amoutiévé - Dékon - Forever - Kodjoviakopé - Noukafou - Nyékonakpoè | - Oae - Residence du Benin - Super Tako - Tokoin - Hédjranawoé - Adidogomé - Zongo - Kegué - Totsi - Agoe-Assiyéyé - Lom'nava - Gbényedji - Bè-Chateau - Assigamé - Souza-Nétimé |

## Klima
Lomé liegt im tropischen Klimagürtel; es gibt jährlich zwei Regenzeiten: von April bis Juni und von September bis November. Die regenreichsten Monate sind der Juni und der Oktober. Die Luftfeuchtigkeit beträgt im Juni etwa 80 Prozent. Der trockenste Monat ist der Dezember. Am wärmsten ist es im März mit Mittagstemperaturen um die 32 °C. Der kühlste Monat ist der August mit Temperaturen von etwa 27 °C.
|                       | Jan  | Feb  | Mär  | Apr  | Mai  | Jun  | Jul  | Aug  | Sep  | Okt  | Nov  | Dez  |   |      |
| Mittl. Tagesmax. (°C) | 31,7 | 32,3 | 32,5 | 32,1 | 31,3 | 29,6 | 28,2 | 28,0 | 29,1 | 30,4 | 31,6 | 31,6 | ⌀ | 30,7 |
| Mittl. Tagesmin. (°C) | 22,5 | 24,0 | 24,5 | 24,4 | 23,5 | 22,8 | 22,5 | 22,3 | 22,5 | 22,8 | 22,9 | 22,5 | ⌀ | 23,1 |
|                       |      |      |      |      |      |      |      |      |      |      |      |      |   |      |
| Niederschlag (mm)     | 9    | 23   | 53   | 96   | 153  | 252  | 91   | 33   | 65   | 75   | 20   | 8    | Σ | 878  |
|                       |      |      |      |      |      |      |      |      |      |      |      |      |   |      |
| Sonnenstunden (h/d)   | 7,2  | 7,7  | 7,4  | 7,3  | 7,0  | 4,7  | 4,4  | 4,8  | 5,6  | 7,0  | 8,0  | 7,3  | ⌀ | 6,5  |
|                       |      |      |      |      |      |      |      |      |      |      |      |      |   |      |
| Regentage (d)         | 0    | 2    | 3    | 5    | 9    | 11   | 6    | 4    | 6    | 6    | 2    | 1    | Σ | 55   |
|                       |      |      |      |      |      |      |      |      |      |      |      |      |   |      |
| Wassertemperatur (°C) | 27   | 27   | 28   | 28   | 28   | 26   | 24   | 22   | 23   | 25   | 27   | 27   | ⌀ | 26   |
|                       |      |      |      |      |      |      |      |      |      |      |      |      |   |      |
| Luftfeuchtigkeit (%)  | 79   | 81   | 82   | 82   | 84   | 86   | 87   | 86   | 86   | 85   | 84   | 82   | ⌀ | 83,7 |

| 22,5 |

| 24,0 |

| 24,5 |

| 24,4 |

| 23,5 |

| 22,8 |

| 22,5 |

| 22,3 |

| 22,5 |

| 22,8 |

| 22,9 |

| 22,5 |

| 22,5 |

| 24,0 |

| 24,5 |

| 24,4 |

| 23,5 |

| 22,8 |

| 22,5 |

| 22,3 |

| 22,5 |

| 22,8 |

| 22,9 |

| 22,5 |

## Geschichte

Lome um 1910, Hamburger Straße

Lome um 1910, Blick auf die katholische Kirche

Lomé wurde im 18. Jahrhundert von den Ewe gegründet. Der Ort war bis 1882 ein unbedeutendes Dorf, wurde aber mit der Ankunft der afro-brasilianischen Brüder Chico und Octaviano Olympio als Vertreter der britischen Handelsfirma A. and F. Swanzy in jenem Jahr bald zu einem bedeutenden Handelszentrum. Der Ort war zu diesem Zeitpunkt unter dem englischen Namen Bey Beach bekannt.

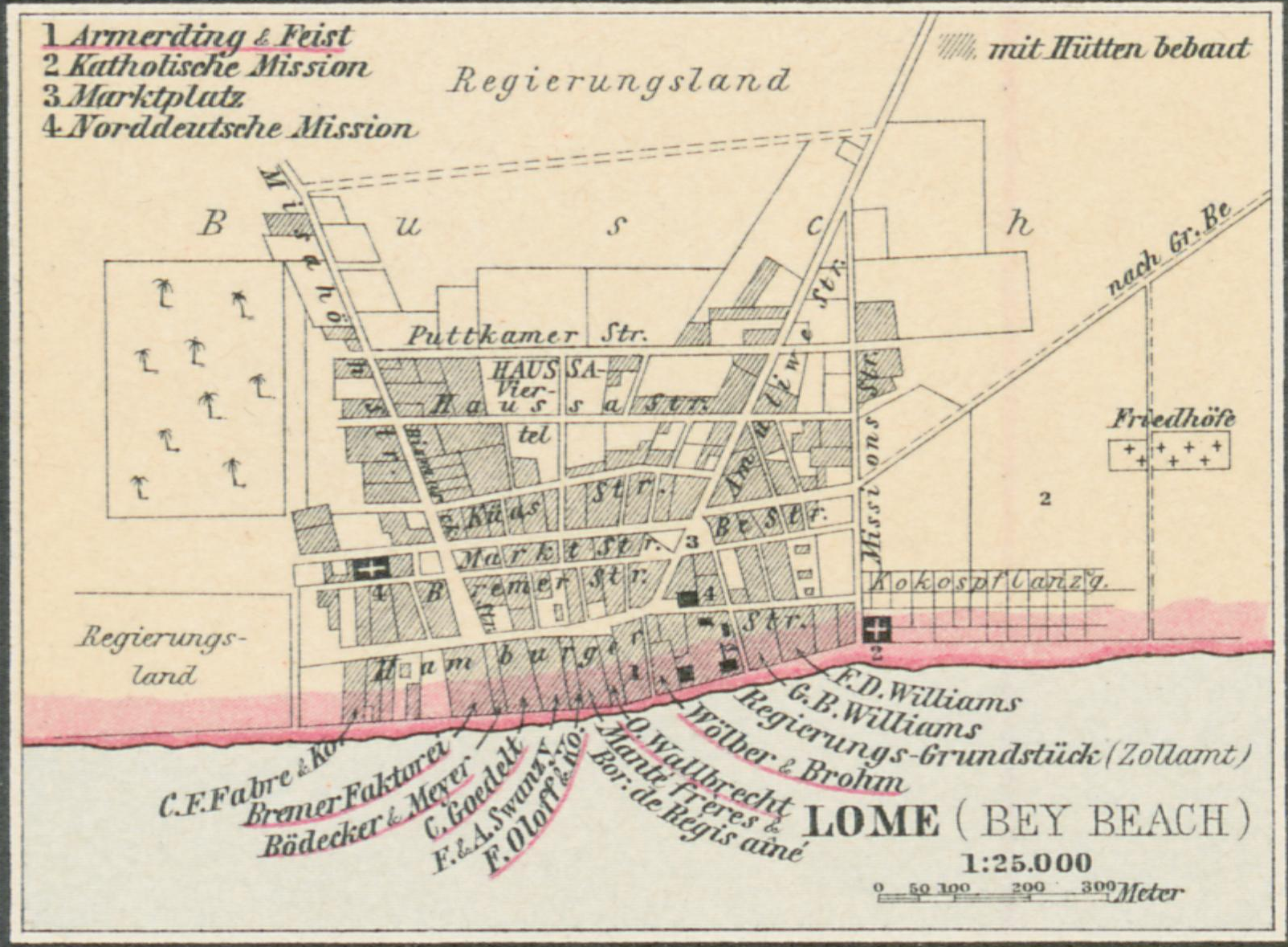
Stadtplan aus dem Jahr 1897.

Togo gehörte ab der Mitte der 1880er Jahre zum Kolonialgebiet des Deutschen Reiches. 1897 verlegte die deutsche Kolonialverwaltung ihren Sitz nach Lomé, welches sich danach auch zum Handels- und Verkehrszentrum Togos entwickelte. Dies kam etwa durch den Bau des Postamtes 1899/1900 und der Landungsbrücke Lome 1902–1904 zum Ausdruck. In der Altstadt befinden sich noch Bauten aus der deutschen Kolonialzeit Togos, wie z. B. der Gouverneurspalast oder die neugotische Kathedrale.
Ab 1905 war Lomé Ausgangspunkt der ersten Bahnlinie Togolands, der Bahnstrecke Lomé–Aného.
Nach dem Ersten Weltkrieg wurde Togo vom Völkerbund übernommen und zum größeren Teil Frankreich und zu einem kleineren Teil Großbritannien als Mandatsgebiet zugewiesen. Während der britische Teil Togos heute zu Ghana gehört, entspricht die unabhängige Republik Togo (Unabhängigkeit 1960) dem französischen Mandatsgebiet.
1975 war Lomé Verhandlungsort eines der wichtigsten Verträge zwischen der Europäischen Wirtschaftsgemeinschaft (EWG) (ab 1993 EG in der EU) und den Staaten Afrikas, dem Pazifik und der Karibik (AKP-Staaten), in dem finanzielle und allgemeine politische Zusammenarbeit auf einer Fünf-Jahres-Basis (später zehn Jahre) vereinbart wurde. Das Lomé-Abkommen wurde nach seinem Unterzeichnungsort benannt.

## Politik
Als Hauptstadt der Republik Togo ist Lomé das politische Zentrum des Landes. Neben dem Staatspräsidenten hat hier auch die Regierung (Primature) ihren Sitz.
Außerdem tagt die Nationalversammlung (Assemblée Nationale) in Lomé.

## Wirtschaft und Verkehr

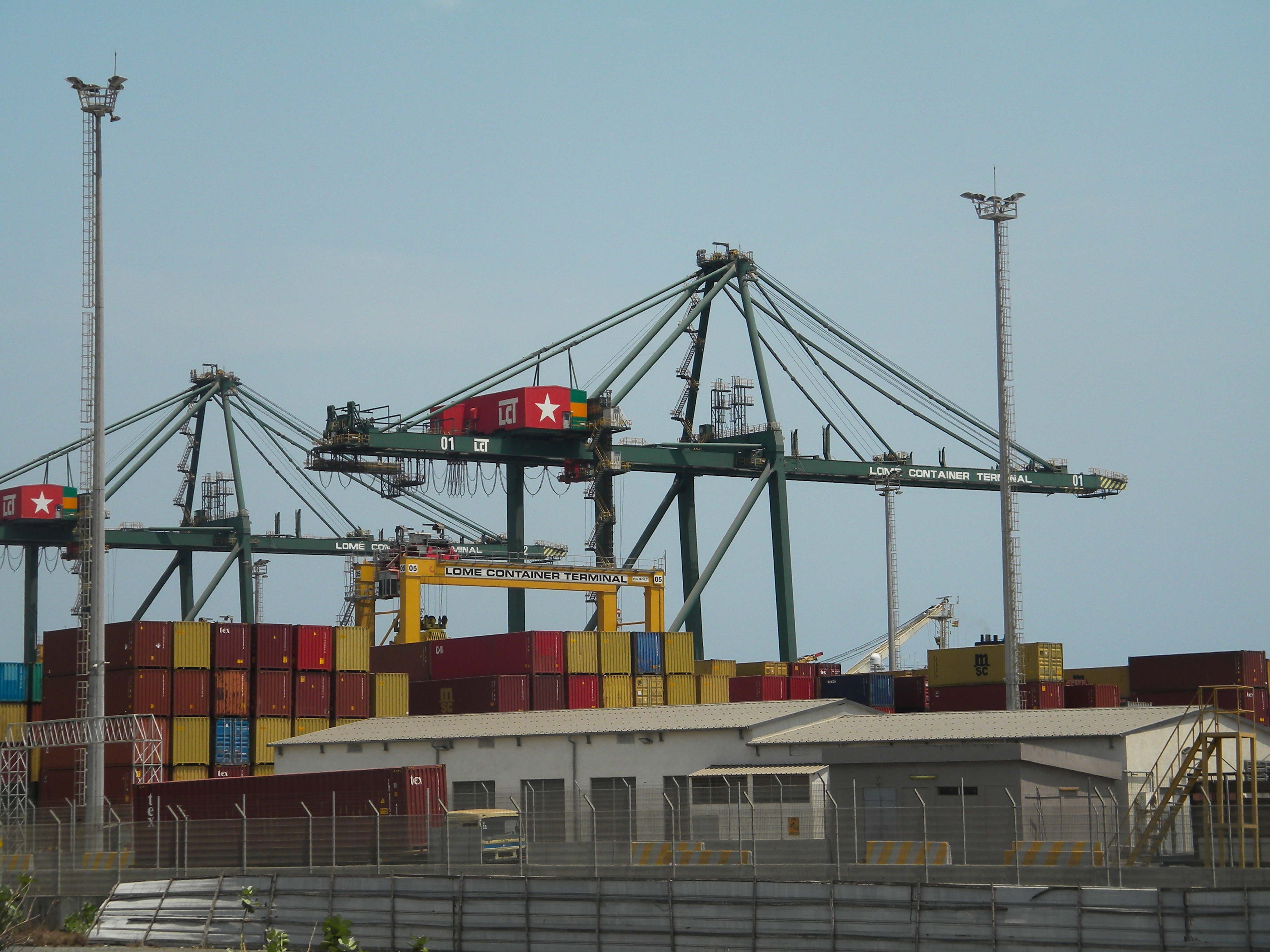
Lomé Container Terminal im Hafen.

Lomé ist das wirtschaftliche Zentrum Togos. Über seinen Hafen laufen viele der Export- und Importgeschäfte ab. Auch für die umliegenden Binnenstaaten Mali, Burkina Faso und Niger ist der Hafen von Lomé ein wichtiges Nadelöhr im Import-Exporthandel (Freihafenzone). Einige wichtige Arbeitgeber und Industriezweige im Stadtgebiet von Lomé sind das Stahlwerk, die Erdölraffinerie und ein Großkraftwerk.
Vom Hafen führen drei Bahnlinien ins Hinterland von Togo. Außerdem besitzt Lomé einen internationalen Flughafen.
In einer Rangliste der Städte nach ihrer Lebensqualität belegte Lomé im Jahr 2018 den 206. Platz unter 231 untersuchten Städten weltweit.

## Bildung
Folgende Bildungseinrichtungen sind/waren in Lomé zu finden:
- Universität von Lomé (existiert seit 1970, 1965 als College gegründet)
- Fachschulen für Architektur und Verwaltung
- Ausbildungszentrum der Panafrikanischen Stiftung für wirtschaftliche, kulturelle und soziale Bildung
- Goethe-Institut
- Technik- und Wirtschafts-Gymnasium (Lycée technique de Lomé)

## Kultur und Sehenswürdigkeiten

### Museen
- Das Nationalmuseum mit Ausstellungen zur togoischen Kultur und zum Konflikt zwischen Ureinwohnern und Kolonialherren
- Die Nationalbibliothek
- Das von dem Schweizer René David gegründete Musée International du Golfe de Guinée mit mehr als 1.600 Objekten aus mehr als zwei Jahrtausenden

### Bauwerke

Gouverneurspalast in Lomé (historisches Foto um 1910)

- Das Maison du RPT, das Parteihaus der von Präsident Eyadéma gegründeten Einheitspartei, verbindet europäische Architektur mit afrikanischen Reliefs des togoischen Künstlers Paul Ahyi
- Die Place de l'Indépendance mit dem Unabhängigkeitsdenkmal
- Der Gouverneurspalast
- Die neugotische Herz-Jesu-Kathedralkirche ist Bischofskirche des Erzbistums Lomé
- Boulevard de la République – Marina genannt – heißt die Uferstraße entlang des Atlantischen Ozeans

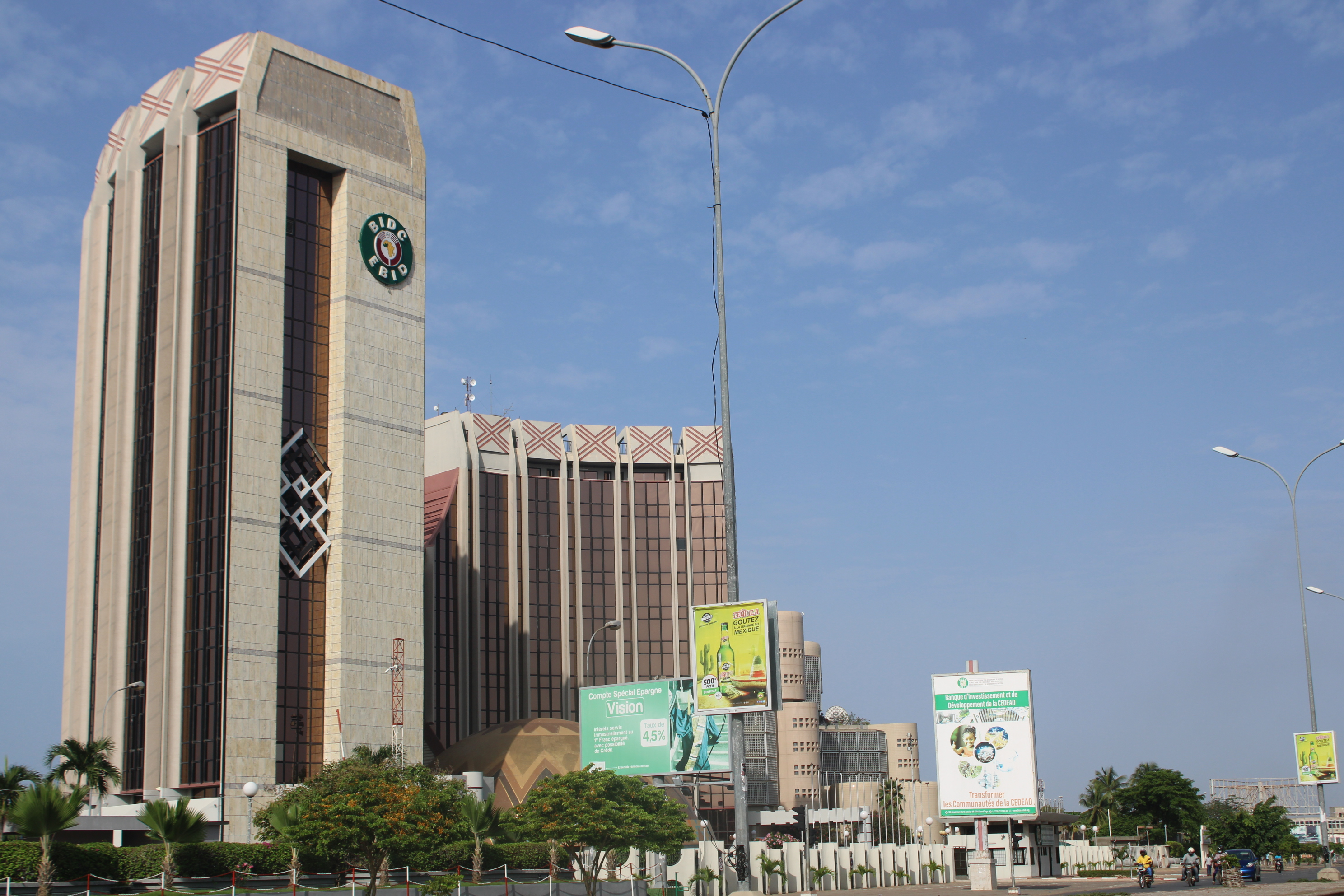
BCEAO-Zentralbank

### Märkte

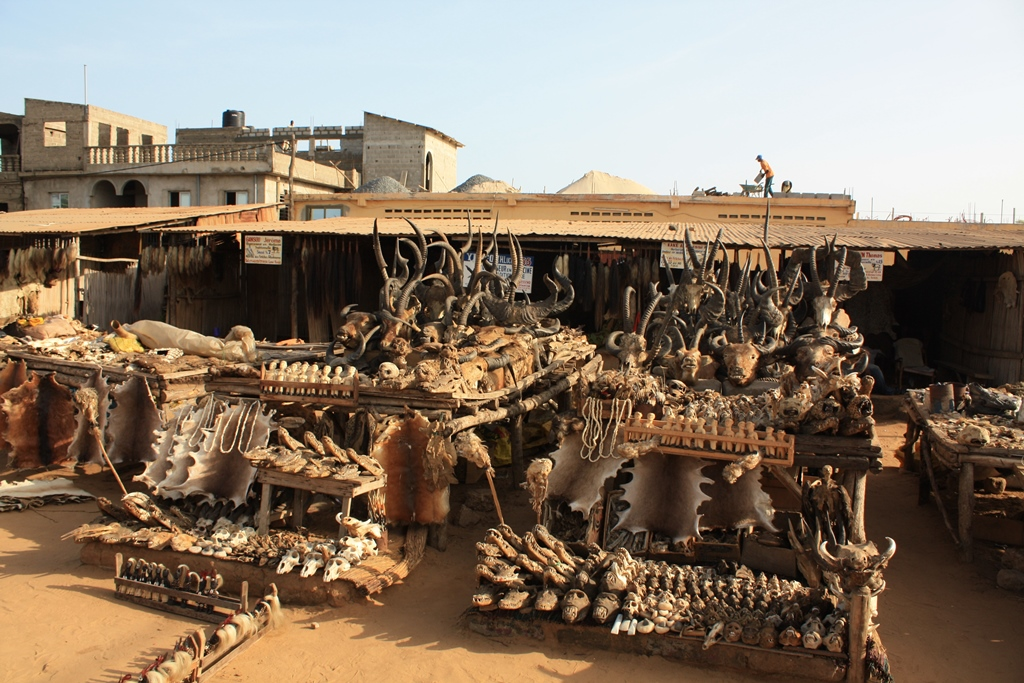
Verkaufsstand 2008

- Der Fetischmarkt Akodésséwa oder Marché au Féticheurs ist ein etwas außerhalb gelegener „Voodoo-Markt“, auf dem Wunderheilmittel aller Art verkauft werden
- Der Grand Marché in einem dreistöckigen Gebäude hat „Abteilungen“ für Waren aller Art
- Der Kunsthandwerkermarkt Village Artisanal: Es wird lokales Kunsthandwerk hergestellt und zum Verkauf angeboten

## Städtepartnerschaften
Partnerstädte Lomés sind
- Duisburg, Deutschland
- Shenzhen, Volksrepublik China
- Pjöngjang, Demokratische Volksrepublik Korea
- Bay City, Michigan, USA

Darüber hinaus bestehen Beziehungen im Rahmen der Coopération décentralisée mit den französischen Städten Calais, Lyon, Marseille und Nizza.

## Söhne und Töchter der Stadt
- Siru Pedro Olympio (1898–1969), Diplomat und Arzt
- Alex Funke (1914–2003), deutscher evangelischer Pastor
- Nicéphore Dieudonné Soglo (* 1934), Politiker
- Jean-Lucien Savi de Tové (* 1939), Politiker; Präsident von Togo
- Adolf Winkler (* 1939), Jazzmusiker
- Christiane Ekué (* 1954), Schriftstellerin und Verlegerin
- Améleté Abalo (1962–2010), Fußballspieler und -trainer
- Bachirou Salou (* 1970), Fußballspieler
- Koffi Comar (* 1973), zeitgenössischer Künstler
- Yao Schäfer-Tsahe (* 1973), deutscher Basketballspieler
- Tadjou Salou (1974–2007), Fußballspieler
- Jean-Paul Abalo Yaovi (* 1975), Fußballspieler
- Kossi Agassa (* 1978), Fußballtorwart
- Yao Aziawonou (* 1979), Fußballspieler
- Daré Nibombé (* 1980), Fußballspieler
- Ousseni Labo (* 1982), Fußballspieler
- Moustapha Salifou (* 1983), Fußballspieler
- Emmanuel Adebayor (* 1984), Fußballspieler
- Abdoulaye Ibrahim (* 1986), Fußballspieler
- Amaru Reto Schenkel (* 1988), Schweizer Leichtathlet
- Gale Agbossoumonde (* 1991), togoisch-US-amerikanischer Fußballspieler
- Peniel Mlapa (* 1991), deutscher Fußballspieler
- Kodjovi Koussou (* 1992), deutsch-togoischer Fußballspieler
- Kwame Mawuena (* 1992), Fußballspieler
- Davide-Christelle Sanvee (* 1993), Künstlerin
- Mathilde-Amivi Petitjean (* 1994), Skilangläuferin
- Hilary Kpatcha (* 1998), französische Leichtathletin
- Kévin Denkey (* 2000), Fußballspieler
- Joe-Loïc Affamah (* 2002), französisch-togoischer Fußballspieler